# Denison Olmsted

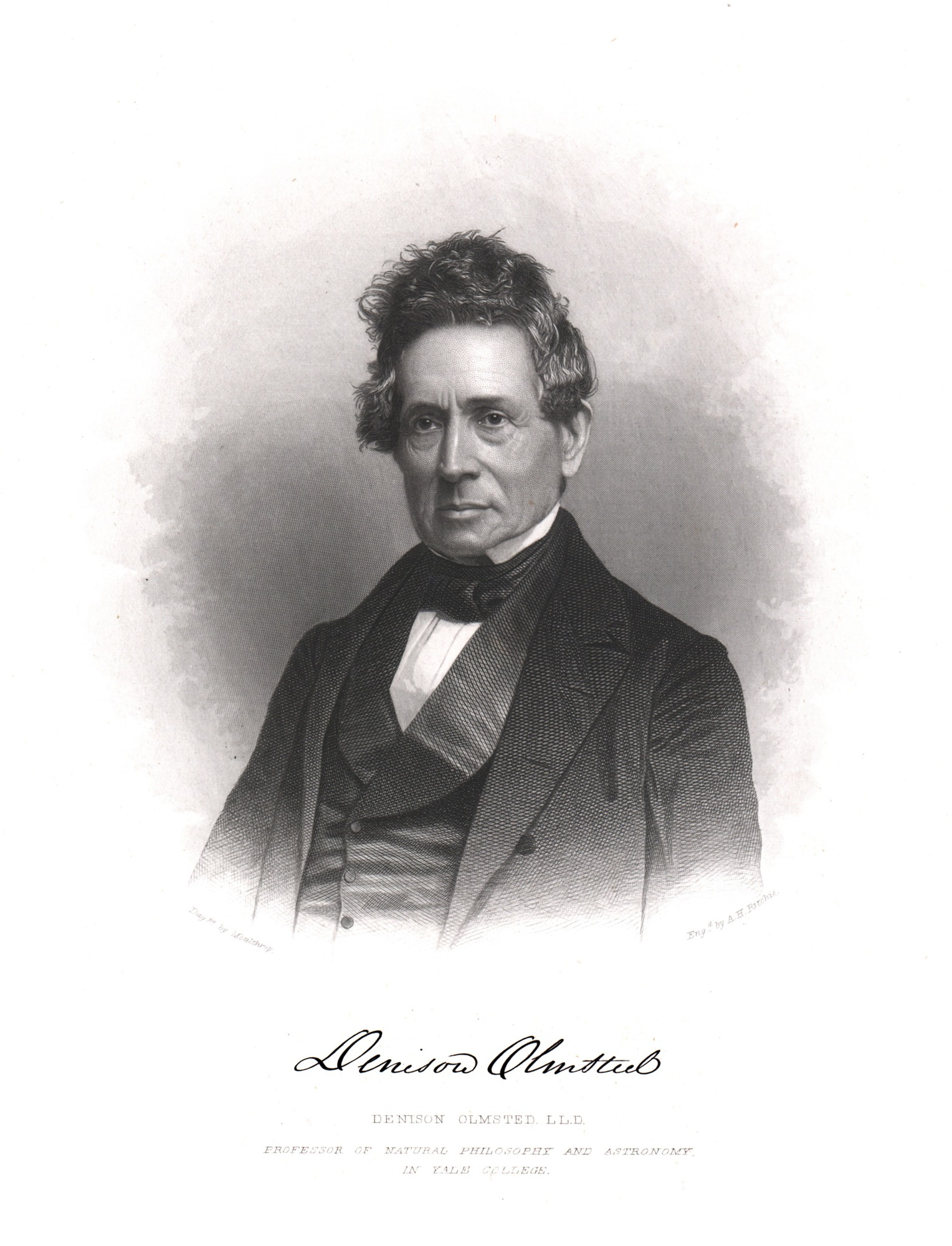
Denison Olmsted

Denison Olmsted (* 18. Juni 1791 in East Hartford, Connecticut; † 13. Mai 1859 in New Haven, Connecticut) war ein US-amerikanischer Astronom und Naturwissenschaftler.

## Leben
Olmsted war der Sohn eines Farmers aus alteingesessener Neu-England-Familie. Sein Vater starb, als er ein Jahr alt war und die Mutter, die später wieder heiratete, zog nach Farmington (Connecticut). Zeitweise wohnte Olmsted in der Familie des Gouverneurs John Treadwell. Er studierte ab 1809 in Yale mit dem Bachelor of Arts Abschluss 1813. Danach unterrichtete er und war ab 1815 Tutor in Yale und studierte gleichzeitig Theologie mit dem Ziel Pfarrer zu werden. 1816 erhielt er den Master of Arts in Yale und 1817 wurde er Professor für Chemie an der University of North Carolina. Für den neu geschaffenen Lehrstuhl musste er erst einmal Chemie in Yale bei Benjamin Silliman lernen. 1819 trat er seinen Lehrstuhl an. In Chapel Hill begann er sich auch mit Geologie zu befassen. 1824/25 unternahm er in staatlichem Auftrag eine geologische Landesaufnahme von North Carolina. Das war die erste geologische Landesaufnahme, die ein US-Bundesstaat in Auftrag gab. Der Report dazu erschien 1825 (die zugehörige geologische Karte wurde nicht gedruckt). Als er 1825 North Carolina verließ, setzte sein Freund Elisha Mitchell (Mathematik-Professor der Universität) den Survey fort.
1825 wurde er Professor für Mathematik und Naturphilosophie (Physik) in Yale. Da er sich nicht qualifiziert genug fühlte, Mathematik zu lehren, erreichte er 1835, dass die Professur abgetrennt wurde (sie wurde Anthony D. Stanley übertragen).
Er schrieb mehrere Physik- und Astronomie-Lehrbücher für Universität und Schulen. Er sorgte für die Popularisierung der Naturwissenschaften durch populärwissenschaftliche Aufsätze und gab wie Silliman abends Vorlesungen in der Erwachsenenbildung zum Beispiel für Mechaniker.
Er befasste sich mit Meteorologie (Ursachen von Hagel, über Gewitter). Er veröffentlichte über den spektakulären Leoniden-Meteorschauer von 1833 und wies die Herkunft außerhalb der Atmosphäre nach. Er formulierte auch schon die Hypothese, sie ständen mit Kometen in Zusammenhang, deren Bahnen die der Erde kreuzten, was sein Schüler Hubert Anson Newton nach seinem Tod genauer nachwies. Mit dem Astronomie-Professor in Yale Elias Loomis waren sie die Ersten in den USA, die frühzeitig die Rückkehr des Halleyschen Kometen 1835 beobachteten. Olmsted veröffentlichte auch Beobachtungen zum Nordlicht.
Olmsted heiratete 1818. Seine Frau, mit der er fünf Söhne und zwei Töchter hatte, starb 1829. Zwei Jahre später heiratete er erneut. Aus der zweiten Ehe hatte er eine Tochter.
Er war Mitglied der American Association for the Advancement of Science und wurde 1845 Ehrendoktor der New York University.

## Schriften
- Introduction to Natural Philosophy, 1831, 1832 (Einführung in die Physik)
- School Philosophy 1833 (gekürzte Version seiner Einführung in die Physik)
- Introduction to Astronomy 1839
- Compendium of Astronomy 1841
- Letters on Astronomy, Addressed to a Lady, 1841
- Rudiments of Natural Philosophy and Astronomy 1844